# Tropidurus catalanensis
Tropidurus catalanensis — вид ігуаноподібних ящірок родини Tropiduridae. Мешкає в Південній Америці.

## Поширення і екологія
Tropidurus catalanensis мешкають на північному заході Уругваю, на північному сході Аргентини (Коррієнтес, Місьйонес, Чако), на півдні Парагваю та на півдні Бразилії (південний захід Сан-Паулу, південний схід Мату-Гросу-ду-Сул, Парана, Санта-Катарина, Мату-Гросу-ду-Сул). Вони живуть на скелястих пагорбах, а також в долинах і каньйонах річок Парана і Уругвай.